# Duncan Gregg
Duncan Smith Gregg (28. februar 1910 – 14. februar 1989) var en amerikansk roer og olympisk guldvinder, født i Colorado.
Gregg var med i USA's otter, der vandt guld ved OL 1932 i Los Angeles, den fjerde amerikanske OL-guldmedalje i otteren i træk. Resten af besætningen bestod af Edwin Salisbury, James Blair, David Dunlap, Burton Jastram, Charles Chandler, Harold Tower, Winslow Hall og styrmand Norris Graham. Samtlige otte roere var studerende ved University of California, Berkeley. Der deltog i alt otte både i konkurrencen, hvor amerikanerne sikrede sig guldet foran Italien og Canada, der vandt henholdsvis sølv og bronze. Det var de eneste olympiske lege Gregg deltog i.

## OL-medaljer
- 1932:  Guld i otter